# Hallenradsport-Weltmeisterschaften 1999
Die Hallenradsport-Weltmeisterschaften 1999 fanden vom 19. bis zum 21. November 1999 in Funchal auf der portugiesischen Insel Madeira statt. Es wurden Wettkämpfe im Radball und Kunstradfahren ausgetragen.

## Radball
Es wurde ein 2er-Teamwettkampf bei den Herren durchgeführt.
Medaillengewinner
| Rang | Land       | Spieler 1       | Spieler 2         |
| ---- | ---------- | --------------- | ----------------- |
| 1.   | Schweiz    | Peter Jiricek   | Christoph Hauri   |
| 2.   | Österreich | Marco Schallert | Dietmar Schneider |
| 3.   | Tschechien | Pavel Smid      | Petr Skotak       |

## Kunstradfahren
Es wurden Wettkämpfe im 1er- und 2er-Kunstradfahren der Damen und Herren durchgeführt.

### Frauen

#### Einzel
Medaillengewinner
| Rang | Land        | Fahrerin           |
| ---- | ----------- | ------------------ |
| 1.   | Tschechien  | Martina Štěpánková |
| 2.   | Deutschland | Sandra Schlosser   |
| 3.   | Deutschland | Astrid Ruckaberle  |

#### Doppel
Medaillengewinner
| Rang | Land        | Fahrerin 1        | Fahrerin 2         |
| ---- | ----------- | ----------------- | ------------------ |
| 1.   | Österreich  | Sabrina Theiner   | Sarah Kohl         |
| 2.   | Deutschland | Eva Breitenbach   | Yvonne Breitenbach |
| 3.   | Tschechien  | Blanka Neuschlova | Sarka Janeckova    |

### Herren

#### Einzel
Medaillengewinner
| Rang | Land        | Fahrer               |
| ---- | ----------- | -------------------- |
| 1.   | Deutschland | Martin Rominger      |
| 2.   | Spanien     | Jose Arellano Torres |
| 3.   | Österreich  | Hannes Mähr          |

#### Doppel
Michael und Heiko Rauch stellten an dieser WM mit 324,17 Punkten einen neuen Weltrekord auf.
Medaillengewinner
| Rang | Land        | Fahrer 1             | Fahrer 2            |
| ---- | ----------- | -------------------- | ------------------- |
| 1.   | Deutschland | Michael Rauch        | Heiko Rauch         |
| 2.   | Deutschland | Stefan Raaf          | Michael Roth        |
| 3.   | Frankreich  | Frederic Sonnenmoser | Pascal Gilgenkrantz |